# Jan Bociański
Jan Bociański (ur. 3 listopada 1902 w Pleszewie, zm. 5 listopada 1974 w Bejrucie) – polski prawnik, oficer wywiadu wojskowego, urzędnik rządowy i konsularny, dyplomata.
Urodził się w rodzinie chłopskiej jako syn Wojciecha i Wiktorii z d. Stefaniak. Jego bratem był Ludwik Bociański, powstaniec, żołnierz, wojewoda, siostrą - Maria Bociańska-Radomska – powstaniec, działaczka społeczna. 
Uczestnik powstania wielkopolskiego 1918 r. – szef kompanii w 1 Pułku Grenadierów Kujawskich. W 1920 wstąpił na ochotnika do wojska. Ukończył Szkołę Podchorążych Rezerwy Artylerii. Do 1925 służył w 14 pułku artylerii jako plutonowy podchorąży artylerii. 
Absolwent wydziału prawa Uniwersytetu Poznańskiego (1926). W 1926 przyjęty na bezpłatną praktykę do MSZ, w 1928 został mianowany prowizorycznym referendarzem i oddelegowany do Prezydium Rady Ministrów. Pracował w charakterze sekretarza premierów – Józefa Piłsudskiego, Kazimierza Bartla i Kazimierza Świtalskiego (1926–1931). Oficer Oddziału II Sztabu Generalnego realizujący zadania pod przykryciem w polskiej służbie zagranicznej, m.in. w charakterze attaché ambasady w Paryżu (1931–1933), attaché i wicekonsula w Opolu (1933–1935), wicekonsula w Morawskiej Ostrawie (1935–1938), kier. konsulatu tamże (1 października - 31 grudnia 1938), zastępcy naczelnika wydziału prasowego i radcy w departamencie konsularnym MSZ (1939). 
W czasie kampanii wrześniowej był ewakuowany do Rumunii, choć podaje się, że pełnił funkcje wywiadowcze. Od maja 1940 w randze podporucznika służył w Wojsku Polskim we Francji. Następnie pełnił funkcję tłumacza w dowództwie saperów w I Korpusie Polskim w Wielkiej Brytanii, kierownika referatu żydowskiego MSZ emigracyjnego w Londynie (1943–1945).
Na przełomie lat 1933–1934 Bociański współtworzył na Śląsku Opolskim pierwszą organizację niepodległościową. Podobne struktury Bociański stworzył w 1938 na tzw. Zaolziu, a więc Śląsku Cieszyńskim, i szerzej – na Śląsku Czeskim m.in. pod nazwą „Zespół”.
Był żonaty z Felicją. 
Zmarł w czasie podróży na Bliski Wschód. Został pochowany wraz z bratem na londyńskim cmentarzu Gunnersbury, jednak wiele lat później zwłoki Ludwika ekshumowano do Pleszewa.

## Odznaczenia
- Krzyż Kawalerski Orderu Odrodzenia Polski (10 listopada 1938)[6],
- Srebrny Krzyż Zasługi (20 stycznia 1930)[7],
- Krzyż Kawalerski Orderu Karola III (Hiszpania)[8].
- Brązowy Medal za Długoletnią Służbę[5]